# Invasionen av Polen 1939

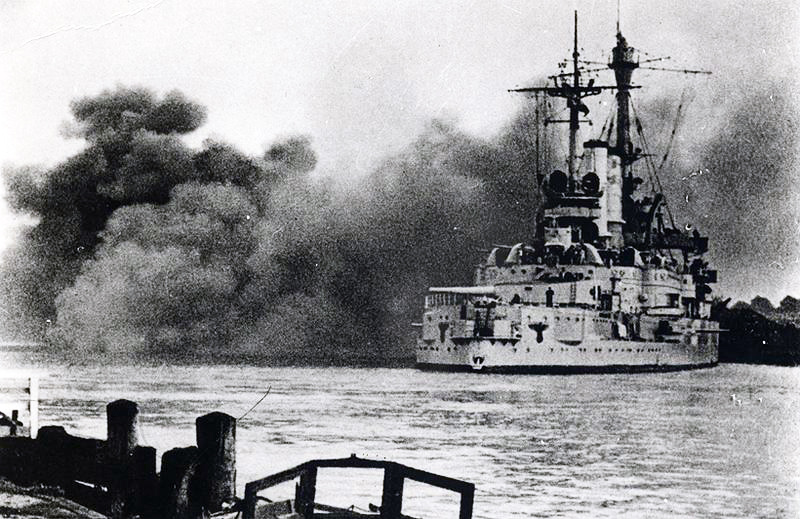
Tyskt slagskepp beskjuter Gdynia den 13 september 1939

Invasionen av Polen, även känd som Septemberfälttåget eller Försvarskriget 1939 (polska: Kampania wrześniowa eller Wojna obronna 1939 roku) i Polen och Polska fälttåget (tyska: Polenfeldzug) i Tyskland, var en invasion av Polen av Nazityskland, Sovjetunionen samt en mindre slovakisk styrka som utlöste andra världskriget. Tyskland anföll Polen den 1 september 1939. Den 3 september förklarade Frankrike och Storbritannien krig mot Tyskland. Dessförinnan hade Tyskland och Sovjetunionen undertecknat Molotov-Ribbentrop-pakten som bland annat delade upp Polen länderna emellan. Den 17 september invaderades Polen av sovjetiska Röda armén.

## Den tyska invasionen
Den tyska planen Fall Weiss byggde på tre anfallsriktningar:
- Huvudanfallet skulle ske över Polens västra gräns från Schlesien och Mähren av Armégrupp Süd under Gerd von Rundstedt. Johannes Blaskowitzs 8. Armee skulle avancera österut mot Łódź. Wilhelm Lists 14. Armee angrep i riktning mot Kraków. Walter von Reichenaus 10. Armee med huvuddelen av armégruppens pansarstyrkor attackerade i mitten i riktning mot Warszawa.
- I norr skulle Fedor von Bocks Armégrupp Nord angripa från Preussen. Georg von Küchlers 3. Armee skulle anfalla söderut från Ostpreussen. Günther von Kluges 4. Armee skulle anfalla österut och skära av den Polska korridoren.
- Från söder skulle slovakiska trupper anfalla.

## Den sovjetiska invasionen
Den 17 september gick Röda armén över den polska gränsen för att erövra de polska områden som hade tillfallit Polen efter det tidigare polsk-sovjetiska kriget och som hade avdelats som sovjetiska i Molotov-Ribbentrop-pakten. Områdena är idag belägna i Ukraina och Vitryssland.